# Топлица (Румунија)
Топлица (рум. Topliţa, мађ. Maroshévíz) град је у Румунији, у средишњем делу земље, у историјској регији Трансилванија. Топлица је четврти по важности град округа Харгита.
Топлица је према последњем попису из 2002. године имала 15.880 становника.

## Географија
Град Топлица налази се у источном делу историјске покрајине Трансилваније, око 200 km северно до Брашова, најближег већег града.
Топлица је смештена у високо постављеној котлини (660 м надморске висине), па је то један од највиших градова у држави. Око од града издижу се Карпати, посебно високи источно од града. Кроз град протиче река Мориш горњим делом свог тока.

## Становништво
У односу на попис из 2002, број становника на попису из 2011. се смањио.
| 1966.  | 1977.  | 1992.  | 2002.  | 2011.  |
| ------ | ------ | ------ | ------ | ------ |
| 10.993 | 13.618 | 17.212 | 16.839 | 13.929 |

Матични Румуни чине већину становништва Топлице (71,1%), а од мањина присутни су Мађари-Секељи (25,4%) и Роми (3,1%).

## Галерија
- Православни манастир
- Калвинистичка црква
- Река Мориш при протоку кроз град
- Градска улица